# 공간

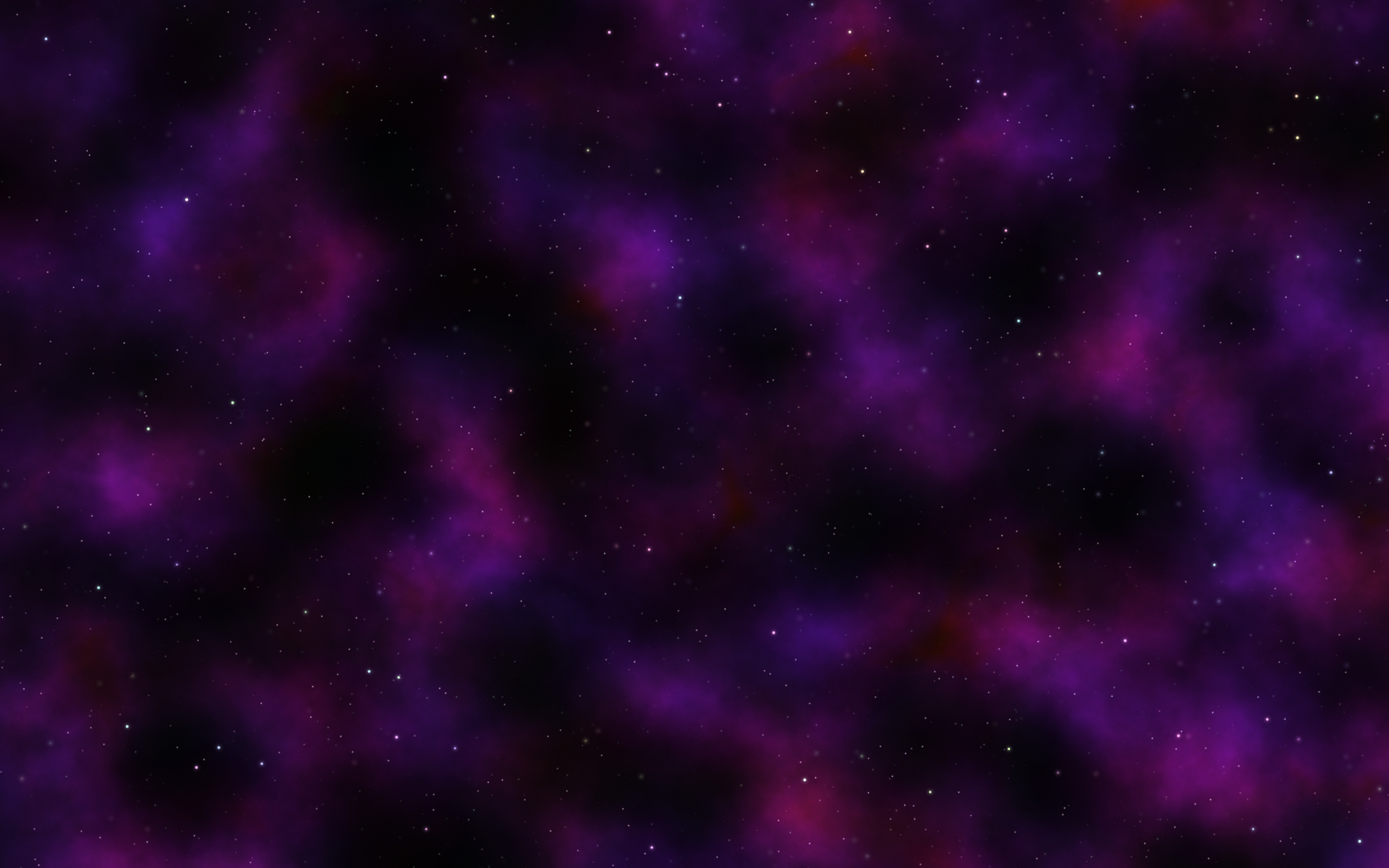

공간(空間, 영어: space)은 어떤 물질 또는 물체가 존재할 수 있거나 어떤 일이 일어날 수 있는 장소이다. 공간의 성질에 대한 이해를 시도하는 것은 철학자들과 과학자들에게는 항상 중요한 과제였다. 아마 꽤 많은 토론의 결과에도 불구하고 공간의 성질에 대한 논쟁의 여지가 없고 명확한 정의를 제공하는 것은 어려울 것이다.
공간은 물리학자, 수학자, 철학자, 종교가에 의해 다양하게 다루어지고, 공간과 마음 사이의 관계에서도 다양한 관점이 있다.

## 물리학
물리학에서 공간의 정의는 여러 이론이 있다.  아래와 같이 다양한 개념으로 공간을 정의를 시도한다.
- 물체사이의 공간적 관계의 집합으로써 정의되는 구조
- 물체가 위치하는 좌표계에 의해 정의되는 다양체
- 한 물체를 다른 물체와 분리되어 존재하게 하는 것

고전물리학에서, 공간은 어느 한 위치가 3개의 좌표축에 의해 기술되는 3차원 유클리드 공간이다. 상대론적 물리학은 공간보다는 오히려 시공간을 고찰한다. 시공간은 4차원의 다양체로 모델링되었고, 요즘에는 그 이론이 11차원으로까지 여겨지고 있다.
아인슈타인의 상대론적인 물리학 연구 이전에는, 시간과 공간은 서로 독립적인 차원처럼 여겨졌다.
아인슈타인의 연구는 그 두가지를 하나의 시공간으로 통합했다. 시공간에서, 시간과 공간의 측정은 속도에 상대적이다.

## 천문학
천문학에서 공간은 우주의 빈 부분을 뭉뚱그려 이야기한다. 천체의 대기권 바깥 부분을 '공간'이라 말할 수 있다.
특히, 우주공간과 지구의 대기권 사이의 경계는 통상적으로 카르만 선에서 정해진다.

## 수학
수학에서 공간은 몇몇 특별한 속성과 몇 가지 부가적 구조를 갖는 집합이다. 그리고 공간은 종종 벡터 공간 또는 자기자신의 특이한 변형이다.
공간의 종류로는 다음과 같은 것들이 있다.
- 바나흐 공간
- 유클리드 공간
- 힐베르트 공간
- 거리 공간
- 확률 공간
- 사영 공간
- 위상 공간
- 벡터 공간
- 내적 공간

## 불교
불교에서는 공간을 모든 유위 · 무위의 법이 존재하고 활동하는 장소인, 무위법으로서의 절대 공간에 해당하는 허공(虛空, 산스크리트어: ākāśa) 또는 허공무위(虛空無爲, 산스크리트어: ākāśāsaṃskrta)와
유위법이면서 또한 가법인 심불상응행법에 속한 방위 · 방향 · 공간으로서의
방(方, 산스크리트어: deśa)을 구분한다.
한편, 불교 일반에서는 시(時), 즉 시간, 즉 과거 · 현재 · 미래에 대해서는 실재하지 않는 법을 마치 실재하는 법인 것처럼 삼은 것이라고 본다. 즉 가법이라고 본다.
부파불교의 설일체유부에서는 절대 공간인 허공이 별개의 실체 즉 실법이라고 본다. 이에 비해 대승불교에서는 절대 공간인 허공을 진여의 한 측면이라고 보며 따라서 진여라는 실법에 근거하여 가립한 가법이라고 본다. 다만, 이 절대 공간을 부파불교에서와 마찬가지로 허공무위(虛空無爲, 산스크리트어: ākāśāsaṃskrta)라고 이름한다. 그리고 불교 일반에서는 마음(6식 또는 8식, 즉 심왕, 즉 심법)은 무위법이 아닌 유위법이라고 보는데, 마음을 온갖 심소법(心所法)들, 즉 선(善) · 불선(不善) · 무기(無記)의 온갖 마음작용들이 일어나고[生] 작용하고[住] 변화하고[異] 사라지는[滅] 장소 또는 공간이라는 뜻에서 지(地, 산스크리트어: bhūmi)라고도 한다.

## 철학
- 공간은 그 중에 있는 물체와 독립에 실재하는가, 그렇지 않으면 어디까지나 물체의 관계로만 존재하는 것인가?

- 만약 공간이 존재한다면, 그것은 실체를 가지는 존재인가?

- 공간의 구조가 리만 기하학적이라는 것은 객관적 사실인가?

위와같은 철학적 사변들이 있어왔다.

## 마음
역사적으로 공간은 인간의 심적 작용이 일어나는 마음을 담고 있는 그릇과 같은 것으로 비유되어왔다.
특히 이러한 의미에서 공간의 역할을 강조하는 '빈 공간'은 문학, 심리학, 철학, 종교 등에서 마음을 적절히 표현하기 위해 다양하게 비유하거나 언급하였다.

## 참고 문헌
- 세친 지음, 현장 한역, 권오민 번역 (K.955, T.1558). 《아비달마구사론》. 한글대장경 검색시스템 - 전자불전연구소 / 동국역경원. K.955(27-453), T.1558(29-1). |title=에 외부 링크가 있음 (도움말)
- 중현 지음, 현장 한역, 권오민 번역 (K.956, T.1562). 《아비달마순정리론》. 한글대장경 검색시스템 - 전자불전연구소 / 동국역경원. K.956(27-680), T.1562(29-329). |title=에 외부 링크가 있음 (도움말)
- 운허.  동국역경원 편집, 편집. 《불교 사전》. |title=에 외부 링크가 있음 (도움말)
- (영어) space perception. Encyclopædia Britannica from Encyclopædia Britannica Online. Accessed June 12, 2005.
- (중국어) 星雲. 《佛光大辭典(불광대사전)》 3판. |title=에 외부 링크가 있음 (도움말)
- (지식채널e - 힉스 1부, 만물의 근원을 찾아서)https://www.youtube.com/watch?v=gHb-DJlFwak
- (지식채널e-원소1부(탄생) ) https://www.youtube.com/watch?v=-1DOjO2RXhc

## 같이 보기
- 퍼스널 스페이스
- 퍼스널 바운더리
- 안전지대 (심리학)